# Золтан Берецький
Золтан Берецький (угор. Zoltán Böröczky; нар. 16 травня 1979) — колишній угорський тенісист.
Найвищу одиночну позицію світового рейтингу — 721 місце досяг 1 листопада 1999, парну — 455 місце — 19 березня 2001 року.

## Фінали ITF Ф'ючерс

### Парний розряд: 3 (1–2)
| Результат | В-П | Дата     | Турнір                          | Покриття | Партнер            | Суперники                     | Рахунок          |
| --------- | --- | -------- | ------------------------------- | -------- | ------------------ | ----------------------------- | ---------------- |
| Поразка   | 0–1 | Чер 1999 | Угорщина F2, Будапешт           | Ґрунт    | Балаж Ваці         | Максім Боє Олів'є Малькор     | 2–6, 1–6         |
| Перемога  | 1–1 | Чер 2000 | Республіка Македонія F1, Скоп'є | Ґрунт    | Реля Дулич Фішер   | Іван Цинкуш Сергій Позднєв    | 6–7(4), 6–4, 7–5 |
| Поразка   | 1–2 | Лип 2003 | Румунія F3, Ясси                | Ґрунт    | Міхаель Рідерстедт | Йонуц Молдован Габр'єл Морару | 2–6, 2–6         |